# Daniel Craig
Daniel Wroughton Craig (Chester, 2 marzo 1968) è un attore britannico.
È noto per aver interpretato la spia britannica James Bond (sesto attore a ricoprire tale ruolo) in cinque pellicole prodotte tra il 2006 e il 2021: Casino Royale – per cui è stato candidato al Premio BAFTA come miglior attore –, Quantum of Solace, Skyfall, Spectre e No Time to Die. Dal 2019 interpreta il detective Benoît Blanc nella serie cinematografica Knives Out, per la quale ha ricevuto due candidature al Golden Globe come migliore attore in un film commedia o musicale. Nel 2024 ha ricevuto il plauso della critica per la sua interpretazione in Queer, per il quale ha ricevuto la candidatura al Golden Globe per il miglior attore in un film drammatico, al Critics' Choice Award al miglior attore e allo Screen Actors Guild Award per il miglior attore cinematografico.
Tra gli altri noti film ai quali ha partecipato figurano Elizabeth (1998), Lara Croft: Tomb Raider (2001), Era mio padre (2002), The Pusher (2004), Munich (2005), La bussola d'oro (2007), Cowboys & Aliens (2011), Le avventure di Tintin - Il segreto dell'Unicorno (2011), Millennium - Uomini che odiano le donne (2011) e La truffa dei Logan (2017).

## Biografia
Figlio di Timothy James Craig e di Olivia Williams, entrambi di origini gallesi, a quattro anni, dopo il divorzio dei genitori, si trasferisce a Liverpool. Brillante negli studi e nello sport, soprattutto nel rugby, verso i sedici anni inizia ad interessarsi alla recitazione. Studia quindi alla National Youth Theatre; per mantenersi gli studi fa il cameriere per diversi anni fino a laurearsi, nel 1990, presso la prestigiosa Guildhall School of Music and Drama. Debutta nella serie televisiva Le avventure del giovane Indiana Jones nel ruolo di Schiller, e successivamente recita nel film La forza del singolo al fianco di Morgan Freeman. Dopo varie pellicole secondarie e produzioni per il piccolo schermo, approda al cinema impegnato nel film Elizabeth di Shekhar Kapur, con Cate Blanchett; assieme al ruolo di un omosessuale in Love Is the Devil, queste interpretazioni iniziano a metterlo in evidenza.

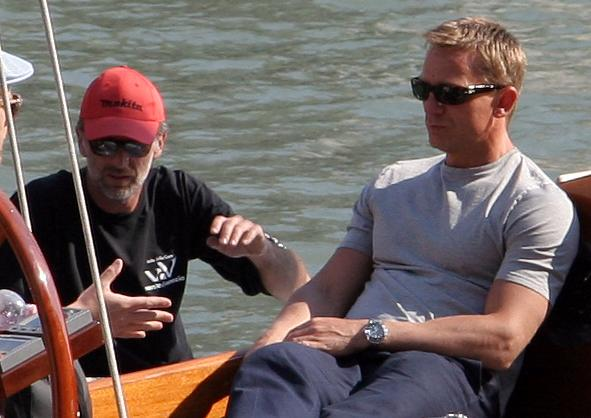
Craig nel 2006 a Venezia durante una pausa sul set di Casino Royale

Nel 2001 lavora a Hollywood nel blockbuster Tomb Raider con Angelina Jolie, e in Era mio padre di Sam Mendes. Nel 2003 è nel cast del discusso The Mother e nel successivo L'amore fatale, entrambi del regista Roger Michell. Lavora poi con Gwyneth Paltrow in Sylvia e in The Jacket, fino a essere scelto da Steven Spielberg per Munich, al fianco di Eric Bana. Nel 2004 recita da protagonista assoluto in The Pusher, dove interpreta uno spacciatore che cerca di uscire dal giro. Nello stesso anno iniziava lo sviluppo preliminare di un ambizioso adattamento cinematografico, per la regia di Scott Derrickson, basato sul poema Paradiso perduto di John Milton; il produttore Vincent Newman stava pensando a Craig o Heath Ledger per il ruolo di Lucifero, ma il film non si concretizzò mai realmente.
Tra il 2002 e il 2006 prese parte in ruoli secondari a diverse pellicole importanti, tra cui Era mio padre di Sam Mendes (2002), The Jacket di John Maybury (2004) e Munich di Steven Spielberg (2005), senza però riuscire a elevarsi a protagonista assoluto. Nel 2006 recita nel biopic dedicato allo scrittore Truman Capote, Infamous - Una pessima reputazione di Douglas McGrath, al fianco di Toby Jones, Sandra Bullock, Gwyneth Paltrow, Isabella Rossellini, Sigourney Weaver, Peter Bogdanovich e Jeff Daniels.
Il 14 ottobre 2005 la EON Productions rivelò la notizia dell'ingaggio di Craig come nuovo James Bond, dopo aver battuto la concorrenza di attori come Clive Owen, Ewan McGregor, Colin Farrell e Hugh Jackman, prendendo il posto di Pierce Brosnan nel 21º film dedicato all'agente segreto. Craig è il sesto attore a interpretare l'agente 007 e il secondo, insieme a Roger Moore, a essere biondo; nonostante questo, che da molti veniva visto come un ostacolo, Craig dimostra di essere al pari dei suoi predecessori, e il suo debutto in Casino Royale conquista pubblico e critica, piazzandosi subito tra i migliori film di James Bond di sempre. Anche le recensioni su Craig sono ottime, riuscendo a risollevare il mito di Bond che negli ultimi vent'anni aveva visto una lieve battuta d'arresto con le interpretazioni di Timothy Dalton e Pierce Brosnan.

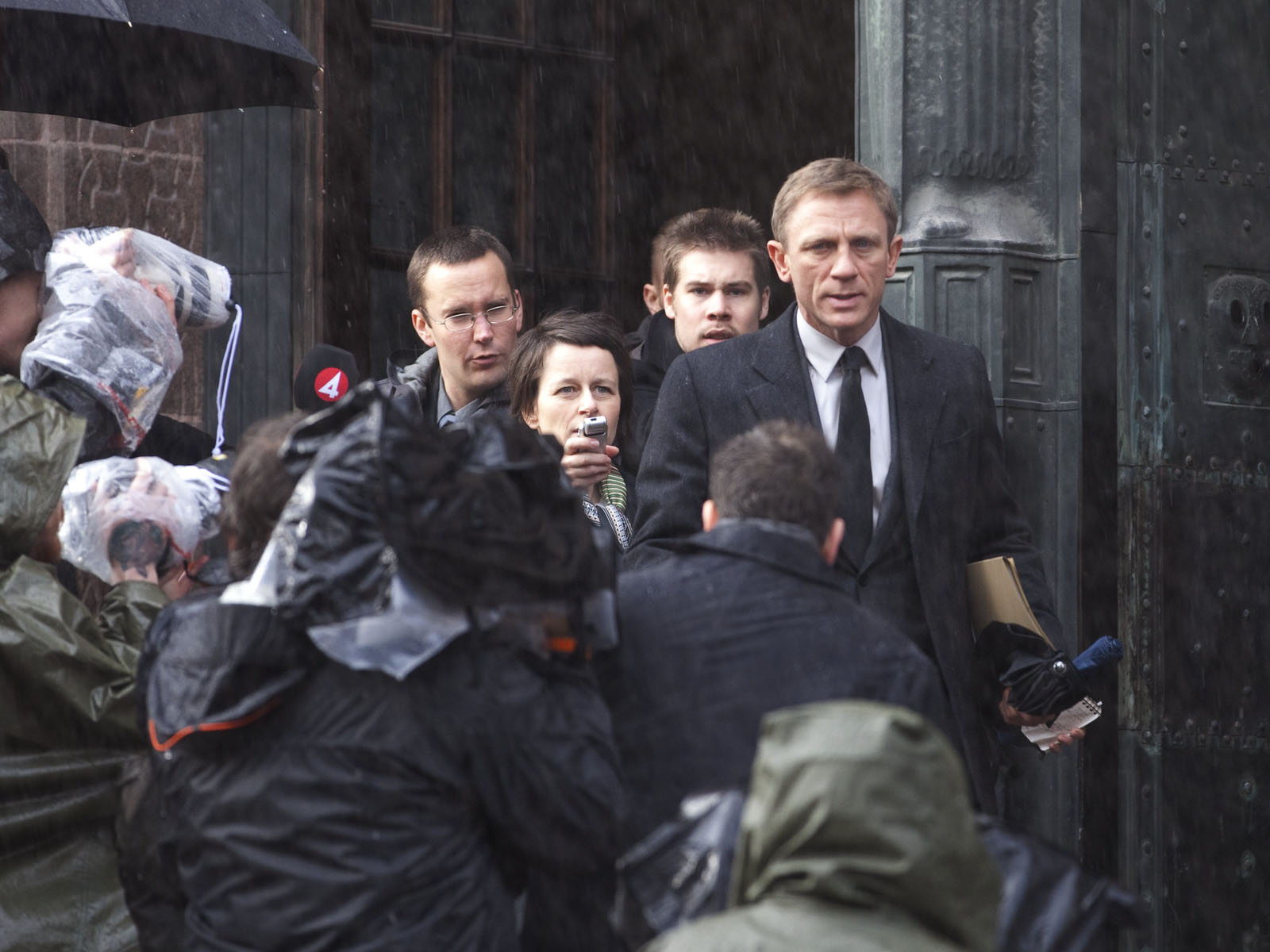
Craig nel 2011 a Stoccolma durante le riprese di Millennium - Uomini che odiano le donne

Nel 2007 ha recitato in due film accanto a Nicole Kidman: Invasion, remake del fanta-thriller L'invasione degli ultracorpi, e La bussola d'oro, adattamento fantasy dell'omonimo romanzo di Philip Pullman. L'anno dopo torna a vestire i panni dell'agente Bond nel film Quantum of Solace, sequel del campione d'incassi Casino Royale, riuscendo a bissarne il successo sia a livello di critica sia di incassi. Nello stesso anno Daniel Craig è arrivato secondo nella classifica "Uomini più sexy del mondo" stilata dalla rivista People, dietro Hugh Jackman. Nel 2011 è il protagonista di un film di successo, Millennium - Uomini che odiano le donne, diretto da David Fincher, seconda versione cinematografica dell'omonimo romanzo di Stieg Larsson. Nello stesso anno recita nel western fantascientifico Cowboys & Aliens e nel thriller Dream House, che però non convincono pienamente la critica. Nel 2012 interpreta per la terza volta il ruolo di James Bond in Skyfall. A quattro anni di distanza dall'ultima interpretazione, il film ottiene un successo ancora maggiore dei precedenti, guadagnando 5 candidature agli Oscar e vincendone 2, arrivando a incassare in tutto il mondo 1,1 miliardi di dollari, facendone il film più fruttuoso di sempre della serie di James Bond.
Nello stesso anno veste i panni di 007 anche nel cortometraggio Happy and Glorious di Danny Boyle, realizzato per la cerimonia di apertura dei Giochi della XXX Olimpiade, in cui Craig recita accanto a Elisabetta II del Regno Unito. Il 4 dicembre 2014 viene annunciato il suo ritorno nei panni di Bond nel 24º film della saga, Spectre, uscito nelle sale britanniche il 25 ottobre 2015. Nell'agosto 2017, ospite del The Late Show with Stephen Colbert, annuncia che tornerà a interpretare per la quinta e ultima volta James Bond nel 25º film della serie, No Time to Die, uscito quattro anni più tardi.

## Vita privata
Dal 1992 al 1994 è stato sposato con l'attrice scozzese Fiona Loudon, da cui ha avuto una figlia nel '92, Ella Loudon, divenuta a sua volta attrice. Nel 2011 ha sposato l'attrice inglese Rachel Weisz; la coppia ha una figlia, nata nel 2018.

## Filmografia

### Attore

#### Cinema

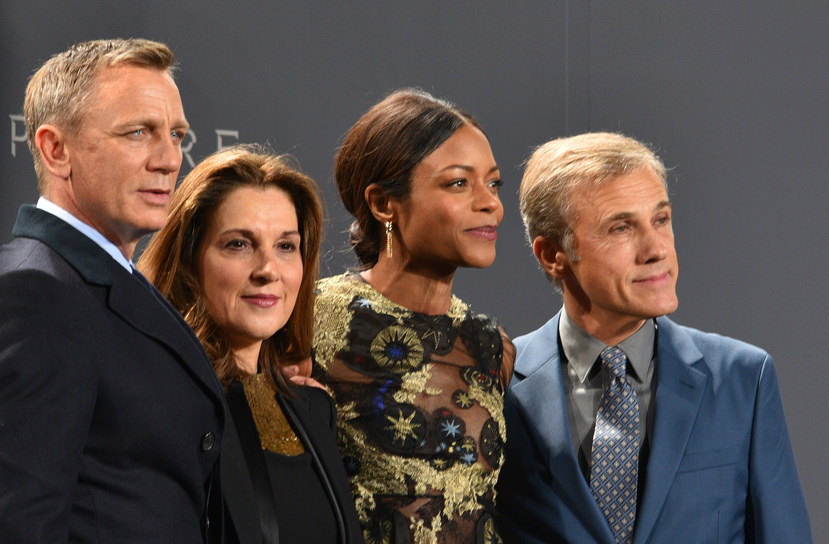
Da sinistra: Craig, la produttrice Barbara Broccoli, Naomie Harris e Christoph Waltz nel 2015 all'anteprima berlinese di Spectre.

- La forza del singolo (The Power of One), regia di John G. Avildsen (1992)
- Un ragazzo alla corte di re Artù (A Kid in King Arthur's Court), regia di Michael Gottlieb (1995)
- Saint-Ex, regia di Anand Tucker (1996)
- Obsession, regia di Peter Sehr (1997)
- Elizabeth, regia di Shekhar Kapur (1998)
- Love Is the Devil (Love Is the Devil: Study for a Portrait of Francis Bacon), regia di John Maybury (1998)
- The Trench - La trincea (The Trench), regia di William Boyd (1999)
- The Adventures of Young Indiana Jones: Daredevils of the Desert, regia di Simon Wincer (1999)
- Amore e rabbia (Love & Rage), regia di Cathal Black (2000)
- Sognando l'Africa (I Dreamed of Africa), regia di Hugh Hudson (2000)
- Some Voices, regia di Simon Cellan Jones (2000)
- Hotel Splendide, regia di Terence Gross (2000)
- Lara Croft: Tomb Raider, regia di Simon West (2001)
- Era mio padre (Road to Perdition), regia di Sam Mendes (2002)
- Dieci minuti più vecchio: il violoncellista (Ten Minutes Older: The Cello), regia di Bernardo Bertolucci, Claire Denis, Mike Figgis e Jean-Luc Godard (2002)
- Occasional, Strong, regia di Steve Green – cortometraggio (2002)
- The Mother, regia di Roger Michell (2003)
- Sylvia, regia di Christine Jeffs (2003)
- L'amore fatale (Enduring Love), regia di Roger Michell (2004)
- The Pusher (Layer Cake), regia di Matthew Vaughn (2004)
- The Jacket, regia di John Maybury (2005)
- Senza destino (Sorstalanság), regia di Lajos Koltai (2005)
- Munich, regia di Steven Spielberg (2005)
- Infamous - Una pessima reputazione (Infamous), regia di Douglas McGrath (2006)
- Casino Royale, regia di Martin Campbell (2006)
- Invasion (The Invasion), regia di Oliver Hirschbiegel e James McTeigue (2007)
- La bussola d'oro (The Golden Compass), regia di Chris Weitz (2007)
- Flashbacks of a Fool, regia di Baillie Walsh (2008)
- Quantum of Solace, regia di Marc Forster (2008)
- Defiance - I giorni del coraggio (Defiance), regia di Edward Zwick (2008)
- Cowboys & Aliens, regia di Jon Favreau (2011)
- Dream House, regia di Jim Sheridan (2011)
- Le avventure di Tintin - Il segreto dell'Unicorno (The Adventures of Tintin), regia di Steven Spielberg (2011)
- Millennium - Uomini che odiano le donne (The Girl with the Dragon Tattoo), regia di David Fincher (2011)
- The Organ Grinder's Monkey, regia di Jake Chapman – cortometraggio (2011)
- Skyfall, regia di Sam Mendes (2012)
- Happy and Glorious, regia di Danny Boyle – cortometraggio (2012)
- Spectre, regia di Sam Mendes (2015)
- Star Wars - Il risveglio della Forza (Star Wars: The Force Awakens), regia di J. J. Abrams (2015) – cameo
- La truffa dei Logan (Logan Lucky), regia di Steven Soderbergh (2017)
- Kings, regia di Deniz Gamze Ergüven (2017)
- Cena con delitto - Knives Out (Knives Out), regia di Rian Johnson (2019)
- No Time to Die, regia di Cary Fukunaga (2021)
- Glass Onion: Knives Out (Glass Onion: A Knives Out Mystery), regia di Rian Johnson (2022)
- Queer, regia di Luca Guadagnino (2024)
- Wake Up Dead Man: Knives Out (Wake Up Dead Man: A Knives Out Mystery), regia di Rian Johnson (2025)

#### Televisione
- Anglo Saxon Attitudes – miniserie TV, 3 puntate (1992)
- Covington Cross – serie TV, episodio 1x01 (1992)
- Boon – serie TV, episodio 7x01 (1992)
- Zorro – serie TV, episodi 4x10-4x11 (1993)
- Drop the Dead Donkey – serie TV, episodio 3x10 (1993)
- Sharpe's Eagle, regia di Tom Clegg – film TV (1993)
- Between the Lines – serie TV, episodio 2x01 (1993)
- Heartbeat – serie TV, episodio 3x05 (1993)
- Screen Two – serie TV, episodio 10x01 (1993)
- Le avventure del giovane Indiana Jones (The Young Indiana Jones Chronicles) – serie TV, episodio 2x21 (1994)
- Our Friends in the North – miniserie TV, 8 puntate (1996)
- I racconti della cripta (Tales from the Crypt) – serie TV, episodio 7x09 (1996)
- The Fortunes and Misfortunes of Moll Flanders, regia di David Attwood – film TV (1996)
- Kiss and Tell, regia di David Richards – film TV (1996)
- The Ice House, regia di Tim Fywell – film TV (1997)
- The Hunger – serie TV, episodio 1x02 (1997)
- Shockers: The Visitor, regia di Audrey Cooke – film TV (1999)
- Sword of Honour, regia di Bill Anderson – film TV (2001)
- Copenhagen, regia di Howard Davies – film TV (2002)
- Archangel, regia di Jon Jones – film TV (2005)

### Doppiatore
- Renaissance, regia di Christian Volckman (2006)
- Quantum of Solace – videogioco (2008)
- James Bond 007: Blood Stone – videogioco (2010)
- GoldenEye 007 – videogioco (2010)
- One Life, regia di Michael Gunton e Martha Holmes (2011)

## Teatrografia

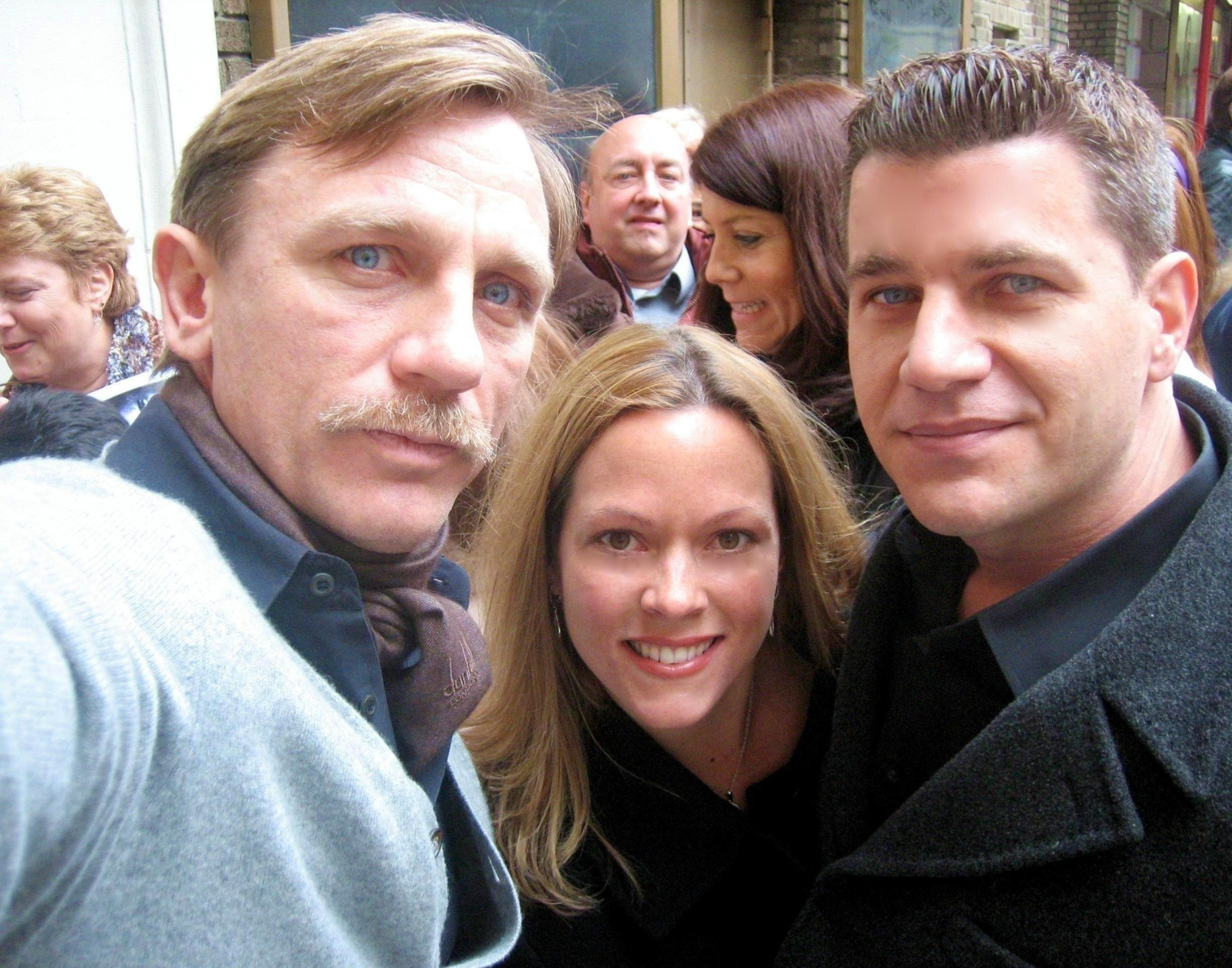
Craig (a sinistra) nel 2009, al termine della rappresentazione A Steady Rain al Gerald Schoenfeld Theatre di Broadway.

- Angels in America di Tony Kushner, regia di Declan Donnellan. National Theatre di Londra (1993)
- A Number di Caryl Churchill, regia di Stephen Daldry. Royal Court Theatre di Londra (2002)
- A Steady Rain di Keith Huff, regia di John Crowley. Gerald Schoenfeld Theatre di Broadway (2009)
- Tradimenti di Harold Pinter, regia di Mike Nichols. Ethel Barrymore Theatre di Broadway (2013)
- Otello di William Shakespeare, regia di Sam Gold. New York Theatre Workshop dell'Off Broadway (2016)
- Macbeth di William Shakespeare, regia di Sam Gold. Lyceum Theatre di Broadway (2022)

## Riconoscimenti
- Golden Globe
  - 2020 – Candidatura al miglior attore in un film commedia o musicale per Cena con delitto - Knives Out[24]
  - 2023 – Candidatura al miglior attore in un film commedia o musicale per Glass Onion - Knives Out
  - 2025 – Candidatura al miglior attore in un film drammatico per Queer
- BAFTA Awards
  - 2007 – Candidatura al miglior attore protagonista per Casino Royale
- British Independent Film Awards
  - 1999 – Candidatura al miglior attore per The Trench - La trincea
  - 2000 – Miglior attore per Some Voices
  - 2004 – Candidatura al miglior attore per L'amore fatale
  - 2007 – Premio Entertainment Personality
- Critics' Choice Awards
  - 2013 – Miglior attore in un film d'azione per Skyfall
  - 2016 – Candidatura al miglior attore in un film d'azione per Spectre
  - 2025 - Candidatura al miglior attore per Queer
- Empire Awards
  - 2005 – Candidatura al miglior attore britannico per The Pusher
  - 2007 – Miglior attore per Casino Royale
  - 2009 – Candidatura al miglior attore per Quantum of Solace
  - 2012 – Candidatura al miglior attore per Millennium - Uomini che odiano le donne
  - 2013 – Candidatura al miglior attore per Skyfall
- MTV Movie Awards
  - 2013 – Candidatura al miglior combattimento per Skyfall
  - 2013 – Candidatura alla migliore performance senza maglietta per Skyfall
  - 2022 – Candidatura al miglior eroe per No Time to Die
- San Diego Film Critics Society Awards
  - 2017 – Miglior performance comica per La truffa dei Logan
  - 2019 – Candidatura alla miglior performance comica per Cena con delitto - Knives Out
  - 2019 – Miglior cast per Cena con delitto - Knives Out
- Satellite Award
  - 2020 – Candidatura al miglior attore in un film commedia o musicale per Cena con delitto - Knives Out[25]
  - 2023 – Candidatura al miglior attore in un film commedia o musicale per Glass Onion - Knives Out
  - 2025 - Candidatura al miglior attore in un film drammatico per Queer
- Saturn Award
  - 2007 – Candidatura al miglior attore per Casino Royale
  - 2013 – Candidatura al miglior attore per Skyfall
- Screen Actors Guild Award
  - 2025 - Candidatura al miglior attore per Queer

## Doppiatori italiani
Nelle versioni in italiano delle opere in cui ha recitato, Daniel Craig è stato doppiato da:
- Francesco Prando in Un ragazzo alla corte di Re Artù, The Trench - La trincea, Sword of Honour, Sylvia, L'amore fatale, The Pusher, Archangel, Casino Royale, La bussola d'oro, Flashbacks of a Fool, Quantum of Solace, Defiance - I giorni del coraggio, Cowboys & Aliens, Dream House, Skyfall, Spectre, Kings, Spielberg[26], Cena con delitto - Knives Out, No Time to Die, Glass Onion: Knives Out, Queer
- Massimo Rossi in Lara Croft: Tomb Raider, Infamous - Una pessima reputazione
- Stefano Benassi in Era mio padre, Munich
- Maurizio Reti ne La forza del singolo
- Giorgio Locuratolo in Zorro
- Edoardo Siravo in Elizabeth
- Christian Iansante in Love is the Devil
- Massimo De Ambrosis in Sognando l'Africa
- Pasquale Anselmo in The Mother
- Roberto Draghetti in The Jacket
- Danilo Di Martino in Invasion
- Fabrizio Pucci in Millennium - Uomini che odiano le donne
- Alberto Angrisano in Star Wars - Il risveglio della Forza
- Saverio Indrio in La truffa dei Logan

Da doppiatore è sostituito da:
- Francesco Prando in Quantum of Solace (videogioco), Le avventure di Tintin - Il segreto dell'Unicorno
- Mario Biondi in One Life